# Adelajda Ogrska
Adelajda Ogrska (madžarsko Magyarországi Adelhaid, češko  Adléta Uherská) je bila druga žena vojvode Vratislava II. in leta 1061 in 1062 češka vojvodinja, * okoli 1040, † 27. januar 1062.

## Poreklo
Adelajda je bila edinka ogrskega kralja Andreja I. Árpáda. Zgodovinski viri ne navajajo datuma njenega rojstva, današnji zgodovinarji se nagibajo k letu 1040. Postavljajo se tudi vprašanja o identiteti njene matere. Nekateri zgodovinarji menijo, da je to bila Anastazija Rurikovna, hči kijevskega velikega kneza Jaroslava Modrega.

## Žena Vratislava II.
Ko se je Adelajdin bodoči mož Vratislav sprl s svojim bratom Spytihněvom II., se je odločil zapustiti Olomouc in poiskal zatočišče prav pri Andreju I. Vratislavova prva žena, plemkinja neznanega porekla, je bila takrat v visoki nosečnosti in je ostala v Olomoucu, potem pa je med prezgodnjim porodom umrla. 
Vratislav se je leta 1057 odločil poročiti z Adelajdo, ki je bila takrat stara okoli sedemnajst let. Razlog za poroko je bilo Vratislavovo zavezništvo z Ogrsko.
Adelajda je v približno petih letih zakona rodila štiri otroke: 
- vojvodo Břetislava II. († 1100), ki se je zapisal v češko zgodovino,
- Vratislava, ki je umrl v otroštvu († 1061), ter hčerki
- Judito (1056/58 - 1086), poročeno s poljskim vojvodom Vladislavom I. Hermanom, in
- Ljudmilo († po 1100).

Judita je postala mati enega od najpomembnejših srednjeveških poljskih monarhov, Boleslava III. Krivoustega.
Vratislav je po smrti brata Spytihněva postal češki vojvoda. Adelajda je bila na položaju vojvodinje zelo malo časa, ker je 27. januarja 1062 umrla, stara malo več kot dvajset let. Vzrok njene smrti je bilo zagotovo prepogosto rojevanje. 
Vratislav se je približno leto kasneje poročil s svojo tretjo ženo Svetoslavo Poljsko.